# Volta de Ciclismo Internacional do Estado de São Paulo 2012
A Volta Ciclística Internacional do Estado de São Paulo 2012 (também chamado Tour do Brasil) foi a 9ª edição da competição ciclística profissional por etapas realizada no estado de São Paulo, disputada de 14 a 21 de Outubro de 2012. A competição teve 8 etapas, percorrendo uma distância total de 1282 kms, 359 dos quais foram neutralizados (portanto com 923 kms de competição) e passou por mais de 50 cidades do interior paulista. A competição foi um evento 2.2 no circuito UCI America Tour.
Magno Prado Nazaret (Funvic - Pindamonhangaba) venceu a classificação geral, 28 segundos a frente de seu companheiro de equipe Flávio Cardoso. Antoelson Dornelles (São Francisco Saúde - Ribeirão Preto) foi o 3º. A camisa amarela foi vestida pela primeira vez por Francisco Chamorro, que ganhou a primeira e a última etapa (sendo o único a vencer mais de uma etapa). Ela passou para as mãos de Halysson Ferreira no 2º dia, que venceu a 2ª etapa escapado. Na 3ª etapa, o único contrarrelógio individual da corrida, Magno Nazaret assumiu a liderança, ganhando a etapa, e manteve-a até o fim da prova, defendendo-se nas demais etapas e sendo o 2º na 7ª etapa, a principal de montanha da Volta.
A classificação de pontos foi vencida pelo argentino Marcos Crespo, que ganhou uma etapa e terminou no Top 5 em outras duas. Cristian Egídio assumiu a liderança na classificação de montanha na 5ª etapa, e, embora esta tenha sido a única em que o ciclista da equipe de Ribeirão Preto pontuou na competição, conseguiu um número suficiente de pontos para manter a liderança até o fim da prova. A competição por equipes foi vencida pela Funvic - Pindamonhangaba, que assumiu a liderança na etapa do contrarrelógio e não saiu mais desta.

## Classificação e Bonificações
A Classificação Geral Individual é a principal da competição. É atribuída calculando-se o tempo total gasto por cada corredor, isto é, adicionando-se os tempos de cada etapa. O corredor com o menor tempo é considerado o líder no momento, e, ao final do evento, é declarado o vencedor geral do Tour. Durante a corrida, o líder da classificação geral usa uma camisa amarela. Nesta edição da competição, bônus de 10, 6 e 4 segundos são dados aos 3 primeiros colocados de cada etapa. Bônus de 3, 2 e 1 segundos são dados aos 3 primeiros ciclistas em cada meta volante.
 A camisa verde é atribuída ao líder da Classificação por Pontos, ou metas, que podem ser conquistados no fim das etapas ou durante estas através das metas volantes. Os 5 primeiros colocados em cada etapa recebem 10, 7, 5, 3 e 2 pontos, respectivamente. Os 3 primeiros ciclistas em cada meta volante recebem 5, 3 e 2 pontos.
 Ao líder da Classificação de Montanha, é atribuída a camiseta branca com bolas vermelhas. No topo das subidas categorizadas da Volta, atribuem-se pontos aos primeiros a chegar no topo; quem tiver mais pontos é o líder de montanha. Na Volta de São Paulo 2012, as subidas eram classificadas em 3 categorias. Os primeiros 3 ciclistas a atingir o ápice de cada subida recebem pontos para a classificação de montanha de acordo com a categoria:
- Categoria 1: 9, 7, 6 pts
- Categoria 2: 7, 5, 4 pts
- Categoria 3: 5, 3, 2 pts

Por fim, a Classificação de Equipes soma os tempos dos 3 primeiros ciclistas de cada equipe em cada etapa.

## Etapas

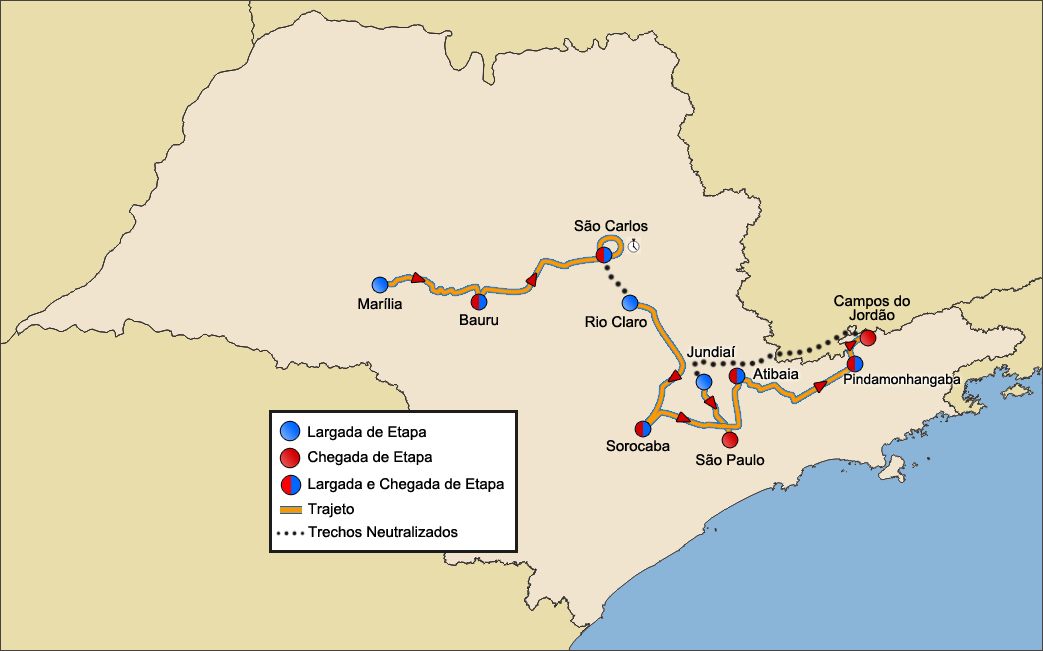
Rota da Volta Ciclística de São Paulo 2012

| Etapa | Trajeto                            | Distância | Data       | Vencedor            |
| ----- | ---------------------------------- | --------- | ---------- | ------------------- |
| 1     | Marília - Bauru                    | 108 km    | 14 Outubro | Francisco Chamorro  |
| 2     | Bauru - São Carlos                 | 178 km    | 15 Outubro | Halysson Ferreira   |
| 3     | São Carlos CRI                     | 23,4 km   | 16 Outubro | Magno Prado Nazaret |
| 4     | Rio Claro - Sorocaba               | 167 km    | 17 Outubro | Edgardo Simon       |
| 5     | Sorocaba - Atibaia                 | 150 km    | 18 Outubro | Cristian Egídio     |
| 6     | Atibaia - Pindamonhangaba          | 175 km    | 19 Outubro | Marcos Crespo       |
| 7     | Pindamonhangaba - Campos do Jordão | 68 km     | 20 Outubro | Alex Diniz          |
| 8     | Jundiaí - São Paulo                | 55 km     | 21 Outubro | Francisco Chamorro  |

## Equipes
A competição reuniu 23 equipes, sendo 14 nacionais e 9 estrangeiras, totalizando 140 atletas de 10 países. As equipes brasileiras foram definidas pela Confederação Brasileira de Ciclismo (CBC), a partir do ranking brasileiro de equipes.
| - Equipes Nacionais Real Cycling Team (Sorocaba) FW Engenharia - Três Rios - Amazonas Bike São Francisco Saúde - Powerade - SME Ribeirão Preto Funvic - Pindamonhangaba - Marcondes César São Lucas Saúde - Giant - Ciclo Ravena - Americana São José dos Campos - Kuota São Caetano do Sul - Vzan - DKS Bike - Maxxis Sportix - Assis - Amea Velo - Seme Rio Claro GRCE Memorial - Prefeitura de Santos Clube DataRo de Ciclismo - Foz do Iguaçu Avaí - FME Florianópolis - APGF Suzano - DSW Automotive ADF Liniers - Semel - Bauru | - Equipes Internacionais Firefighters Racing San Luis Somos Todos Seleção do Uruguai Black Sheep Galápagos Rali Carretero Sport Seleção da Guatemala Specialized Team Maka Loka Specialized |

## Resultados

### Etapa 1:Marília-Bauru
Realizada domingo, 14 de Outubro de 2012. A etapa percorreu 108 kms e foi vencido por Francisco Chamorro, com um tempo de 2h 53' 07", totalizando uma média horária de 37,5 km/h. Uma queda ocorreu nos últimos metros da etapa, envolvendo vários atletas e alguns dos velocistas favoritos à vitória na etapa, como Roberto Pinheiro e Rodrigo Araújo de Melo, mas nenhum ficou gravemente ferido.
|   | País      | Ciclista                | Equipe                               | Tempo      |
| - | --------- | ----------------------- | ------------------------------------ | ---------- |
| 1 | Argentina | Francisco Chamorro      | Real Cycling Team                    | 2h 53' 07" |
| 2 | Argentina | Marcos Crespo           | São José dos Campos - Kuota          | m.t.       |
| 3 | Argentina | Edgardo Simon           | Real Cycling Team                    | m.t.       |
| 4 | Brasil    | Ricardo Queiroz Ortiz   | São Francisco Saúde - Ribeirão Preto | m.t.       |
| 5 | Cuba      | Michel Fernández García | São Francisco Saúde - Ribeirão Preto | m.t.       |

|   | País      | Ciclista           | Equipe                               | Tempo      |
| - | --------- | ------------------ | ------------------------------------ | ---------- |
| 1 | Argentina | Francisco Chamorro | Real Cycling Team                    | 2h 52' 57" |
| 2 | Argentina | Marcos Crespo      | São José dos Campos - Kuota          | + 4"       |
| 3 | Argentina | Edgardo Simon      | Real Cycling Team                    | + 6"       |
| 4 | Brasil    | Alcides Vieira     | Clube DataRo de Ciclismo             | + 7"       |
| 5 | Brasil    | Luiz Alberto Ortiz | GRCE Memorial - Prefeitura de Santos | + 7"       |

### Etapa 2:Bauru-São Carlos
Com 178 km, a etapa mais longa da Volta foi realizada segunda-feira, 15 de Outubro de 2012. A etapa foi vencida por Halysson Ferreira, que percorreu o trajeto em 4h 33' 39" (média de 39,16 km/h). Ele começou uma fuga faltando 30 quilômetros, no fim chegando escapado junto somente de Renato Seabra, que ficou com a 2ª colocação. Um grupo de 3 perseguidores chegou 20 segundos depois, 8 segundos à frente do pelotão principal, que foi liderado na chegada pelo camisa amarela Francisco Chamorro, em 6º lugar. Com o resultado, Halysson se tornou o novo camisa amarela (líder geral da competição), com 27 segundos de vantagem para Chamorro, que caiu para a 4ª colocação. Já na classificação de montanha, Geraldo da Silva Souza conquistou 8 dos 10 pontos oferecidos pelas 2 metas de montanha no percurso e assumiu a camisa branca com bolinhas, usada pelo melhor montanhista nas metas de montanha.
|   | País      | Ciclista            | Equipe                               | Tempo      |
| - | --------- | ------------------- | ------------------------------------ | ---------- |
| 1 | Brasil    | Halysson Ferreira   | Velo - Seme Rio Claro                | 4h 33' 39" |
| 2 | Brasil    | Renato Seabra       | Clube DataRo de Ciclismo             | m.t.       |
| 3 | Brasil    | Antoelson Dornelles | São Francisco Saúde - Ribeirão Preto | + 20"      |
| 4 | Argentina | Leandro Messineo    | San Luis Somos Todos                 | m.t.       |
| 5 | Brasil    | Magno Prado Nazaret | Funvic - Pindamonhangaba             | m.t.       |

|   | País      | Ciclista            | Equipe                               | Tempo      |
| - | --------- | ------------------- | ------------------------------------ | ---------- |
| 1 | Brasil    | Halysson Ferreira   | Velo - Seme Rio Claro                | 7h 26' 36" |
| 2 | Brasil    | Renato Seabra       | Clube DataRo de Ciclismo             | + 4"       |
| 3 | Brasil    | Antoelson Dornelles | São Francisco Saúde - Ribeirão Preto | + 26"      |
| 4 | Argentina | Francisco Chamorro  | Real Cycling Team                    | + 27"      |
| 5 | Brasil    | Leandro Messineo    | San Luis Somos Todos                 | + 30"      |

### Etapa 3:São Carlos:Contra-RelógioIndividual
Realizada terça-feira, 16 de Outubro de 2012. A etapa foi um contra-relógio individual de 23,4 km. Magno Prado Nazaret, campeão brasileiro de CRI (Contra-Relógio Individual) de 2011, confirmou o favoritismo e venceu a etapa com um tempo de 28' 41", em uma velocidade média de 48,112 km/h. O vencedor da etapa anterior e líder da prova Halysson Ferreira chegou em 59º, 4 minutos e 40 segundos mais lento que Nazaret, dando a liderança da classificação geral para o ciclista de Pindamonhangaba. A equipe conseguiu os três primeiros lugares na etapa, resultado que foi suficiente para alcançar a liderança na classificação por equipes, quase três minutos à frente da 2ª colocada, a equipe São Francisco Saúde - Ribeirão Preto.
|   | País      | Ciclista            | Equipe                   | Tempo    |
| - | --------- | ------------------- | ------------------------ | -------- |
| 1 | Brasil    | Magno Prado Nazaret | Funvic - Pindamonhangaba | 28' 41"  |
| 2 | Brasil    | Flávio Cardoso      | Funvic - Pindamonhangaba | + 29"    |
| 3 | Brasil    | Pedro Nicácio       | Funvic - Pindamonhangaba | + 1' 06" |
| 4 | Brasil    | Luís Carlos Amorim  | Real Cycling Team        | + 1' 08" |
| 5 | Argentina | Leandro Messineo    | San Luis Somos Todos     | + 1' 12" |

|   | País      | Ciclista            | Equipe                               | Tempo      |
| - | --------- | ------------------- | ------------------------------------ | ---------- |
| 1 | Brasil    | Magno Prado Nazaret | Funvic - Pindamonhangaba             | 7h 55' 47" |
| 2 | Brasil    | Flávio Cardoso      | Funvic - Pindamonhangaba             | + 37"      |
| 3 | Brasil    | Antoelson Dornelles | São Francisco Saúde - Ribeirão Preto | + 1' 08"   |
| 4 | Argentina | Leandro Messineo    | San Luis Somos Todos                 | + 1' 12"   |
| 5 | Brasil    | Pedro Nicácio       | Funvic - Pindamonhangaba             | + 1' 14"   |

### Etapa 4:Rio Claro-Sorocaba
Realizada quarta-feira, 17 de Outubro de 2012. A etapa percorreu 167 km, sendo vencida por Edgardo Simon, que já havia conseguido um 3º lugar na primeira etapa. Foi a segunda vitória da Real Cycling Team na Volta, mas segundo Simon, essa é "muito especial", visto que a equipe é de Sorocaba. A etapa foi marcada por vários ataques ao longo do dia, o que forçou a equipe de Pindamonhangaba a fazer um grande trabalho para manter a camisa amarela de Magno Prado Nazaret. Como resultado, a etapa teve a velocidade média mais alta de todas as etapas da competição (excluindo o CRI): 46 298 km/h, em uma das etapas mais longas da Volta. No fim, o líder da prova chegou em 14º, no segundo grupo, 2 segundos atrás de Simon. O resultado foi suficiente para manter a camisa por mais um dia, mas Flávio Cardoso, também de Pindamonhangaba, ficou 8 segundos mais próximo devido aos 6 segundos de bonificação pelo 2º lugar na etapa. A etapa também viu outras mudanças na classificação geral: Renato Seabra, antes 7º na classificação geral, subiu para a 4ª colocação, devido às perdas de tempo por parte de Pedro Nicácio (+ 45"), Leandro Messineo (+ 10") e Luís Carlos Amorim (+ 10"), que caíram, respectivamente, para a 10ª, 7ª e 5ª posições na classificação geral. A camisa verde de pontos também teve mudanças: embora Francisco Chamorro, líder nos pontos até então, tenha ganhado uma das duas metas volantes no trajeto e coletado mais 5 pontos para a classificação, Simon tomou a liderança com os 10 pontos conquistados pela vitória na etapa. O ciclista agora tem 18 pontos, contra 17 de Chamorro. A camisa branca com bolinhas continuou nas mãos de Geraldo da Silva Souza, que consolidou sua liderança com mais 3 pontos conseguidos em uma das duas metas de montanha da etapa. Não houve grandes mudanças na classificação por equipes.
|   | País      | Ciclista                | Equipe                               | Tempo      |
| - | --------- | ----------------------- | ------------------------------------ | ---------- |
| 1 | Argentina | Edgardo Simon           | Real Cycling Team                    | 3h 36' 41" |
| 2 | Brasil    | Flávio Cardoso          | Funvic - Pindamonhangaba             | m.t.       |
| 3 | Brasil    | Thiago Nardin           | São Francisco Saúde - Ribeirão Preto | m.t.       |
| 4 | Cuba      | Michel Fernández García | São Francisco Saúde - Ribeirão Preto | + 2"       |
| 5 | Brasil    | Ricardo Queiroz Ortiz   | São Francisco Saúde - Ribeirão Preto | m.t.       |

|   | País      | Ciclista            | Equipe                               | Tempo       |
| - | --------- | ------------------- | ------------------------------------ | ----------- |
| 1 | Brasil    | Magno Prado Nazaret | Funvic - Pindamonhangaba             | 11h 31' 59" |
| 2 | Brasil    | Flávio Cardoso      | Funvic - Pindamonhangaba             | + 29"       |
| 3 | Brasil    | Antoelson Dornelles | São Francisco Saúde - Ribeirão Preto | + 1' 08"    |
| 4 | Brasil    | Renato Seabra       | Clube DataRo de Ciclismo             | + 1' 17"    |
| 5 | Argentina | Leandro Messineo    | San Luis Somos Todos                 | + 1' 20"    |

### Etapa 5:Sorocaba-Atibaia
Realizada quinta-feira, 18 de Outubro de 2012. Nesta etapa, de 150 km, o pelotão enfrentaria uma montanha de categoria 2 pela primeira vez na corrida. E não só uma, mas 3 vezes, sendo a última delas a súbida para a chegada em Atibaia, uma subida de 1,4 kms a 3,5% de inclinação (ganho de 50 metros verticais). Também estavam presentes 3 metas volantes pelo trajeto. Logo nos primeiros quilômetros de prova, uma fuga de 16 ciclistas se estabeleceu, entre os quais um nome chamava a atenção, o de José Eriberto Rodrigues, vencedor do evento em 2011. No pelotão principal, a equipe do líder Funvic - Pindamonhangaba perseguia os escapados, mas estes chegaram a abrir mais de 2 minutos e meio de vantagem pela metade da etapa, o que colocava José Eriberto como líder virtual da prova (ele estava 2' 12" atrás de Magno Nazaret antes do começo da etapa).
Aproximando-se do fim da etapa, o pelotão conseguiu reduzir a vantagem dos líderes na estrada, mas com 20 km para a chegada a fuga ainda tinha 1' 45" de vantagem para o pelotão. Maurício Morandi tentou um ataque nos quilômetros finais e chegou a abrir 15 segundos dos seus agora 8 companheiros de fuga, mas a tentativa foi depois neutralizada. Na subida final, Cristian Egídio disparou e venceu a etapa sozinho, 10 segundos à frente do segundo lugar, Renato Aparecido dos Santos, enquanto Luiz Alberto Ortiz fechou o pódio da etapa. José Eriberto chegou em 4º, 16 segundos após o vencedor da etapa. O pelotão principal diminuiu a diferença para a fuga até o fim da etapa, e chegando na 15ª colocação, o líder da prova Magno Nazaret conseguiu limitar as perdas para 54 segundos para Cristian Egídio, e portanto 38 para José Eriberto.
A etapa viu várias mudanças em todas as classificações. Na classificação geral, Antoelson Dornelles teve um problema com a bicicleta no final e chegou em 43º, 1' 27" após Egídio, caindo para a 6ª colocação. Renato Seabra e Leandro Messineo também perderam tempo para os outros favoritos, chegando 1' 20" atrás do vencedor da etapa e caindo, na classificação geral, para a 7ª e 8ª posições, respectivamente. Quem se beneficiou foi Thiago Nardin e Edgardo Simon, que subiram para a 3ª e 4ª colocações, respectivamente. Com o tempo ganho na fuga, José Eriberto passou a ocupar a 5ª posição na geral, 1' 34" atrás de Nazaret. O vencedor da etapa, Cristian Egídio, subiu da 24ª colocação à 11ª na classificação geral. Além disso, o ciclista da equipe de Ribeirão Preto conseguiu 11 dos 15 pontos oferecidos pelas metas volantes, que junto com os 10 pontos ganhos pela vitória da etapa o colocaram na liderança da classificação de pontos, com 21. Ele também chegou em primeiro nos três prêmios de montanha, coletando todos os 21 pontos oferecidos na etapa e assumindo a liderança da classificação de montanha. Já na classificação de equipes não houve alterações na liderança, que continuou com a Funvic - Pindamonhangaba.
|   | País   | Ciclista                    | Equipe                               | Tempo      |
| - | ------ | --------------------------- | ------------------------------------ | ---------- |
| 1 | Brasil | Cristian Egídio             | São Francisco Saúde - Ribeirão Preto | 3h 26' 34" |
| 2 | Brasil | Renato Aparecido dos Santos | Clube DataRo de Ciclismo             | + 10"      |
| 3 | Brasil | Luiz Alberto Ortiz          | GRCE Memorial - Prefeitura de Santos | + 13"      |
| 4 | Brasil | José Eriberto               | Real Cycling Team                    | + 16"      |
| 5 | Brasil | Marcelo Moser               | Real Cycling Team                    | + 18"      |

|   | País      | Ciclista            | Equipe                               | Tempo       |
| - | --------- | ------------------- | ------------------------------------ | ----------- |
| 1 | Brasil    | Magno Prado Nazaret | Funvic - Pindamonhangaba             | 14h 59' 27" |
| 2 | Brasil    | Flávio Cardoso      | Funvic - Pindamonhangaba             | + 29"       |
| 3 | Brasil    | Thiago Nardin       | São Francisco Saúde - Ribeirão Preto | + 1' 31"    |
| 4 | Argentina | Edgardo Simon       | Real Cycling Team                    | + 1' 31"    |
| 5 | Brasil    | José Eriberto       | Real Cycling Team                    | + 1' 34"    |

### Etapa 6:Atibaia-Pindamonhangaba
Realizada sexta-feira, 19 de Outubro de 2012. A etapa, que percorreu 175 km, incluía um prêmio de montanha categoria 3 e duas metas volantes. No início da etapa, alguns atletas tentaram formar a fuga do dia, mas todas as tentativas foram neutralizadas pela equipe de Pindamonhangaba. Com isso, o pelotão chegou compacto ao único prêmio de montanha da etapa, no km 37, vencido por Ricardo Queiroz Ortiz. Passado o prêmio de montanha e 50 kms de prova, 16 ciclistas abriram uma fuga. Assim como na etapa anterior, um outro ex-vencedor da Volta estava presente, mas Marcos Novello, vencedor da Volta Ciclística em 2007, não levava tanto perigo à camisa de líder de Magno Nazaret, estando quase 4 minutos atrás deste na classificação geral. A fuga passou na liderança pelas duas metas volantes do dia, com Marcos Crespo sendo o primeiro em ambas. A fuga chegou a abrir mais de 2 minutos e meio em relação ao pelotão principal, com pouco menos de um terço restante da etapa. Mas o pelotão continuou a perseguir, e a vantagem da fuga caiu para 1' 10" faltando 10 kms. 4 atletas da fuga se desgarraram dos demais, e mantinham uma vantagem de 40 segundos ao pelotão com somente 5 kms da etapa a serem percorridos. A poucos metros da chegada, o pelotão alcançou todos os escapados menos Marcos Crespo e Murilo Affonso, que mantiveram uma vantagem de 2 segundos para ficar com o 1º e 2º lugar, respectivamente. Fábio José Ribeiro, também da fuga, conseguiu manter um 5º lugar na etapa, sendo ultrapassado nos últimos metros por Edgardo Simon e Flávio Cardoso.
O líder da competição, Magno Prado Nazaret, chegou em 10º lugar, 5 segundos após Marcos Crespo, garantido a liderança da classificação geral por mais um dia. Marcos Crespo somou todos os 20 pontos possíveis na etapa, ganhando as duas metas volantes e a etapa em si, e assumiu a liderança da classificação de pontos com 34 pontos e uma segura vantagem sobre o 2º lugar Edgardo Simon, 11 pontos atrás. Não houve mudanças consideráveis na classificação de montanha e por equipes.
|   | País      | Ciclista           | Equipe                      | Tempo      |
| - | --------- | ------------------ | --------------------------- | ---------- |
| 1 | Argentina | Marcos Crespo      | São José dos Campos - Kuota | 4h 14' 59" |
| 2 | Brasil    | Murilo Affonso     | Clube DataRo de Ciclismo    | m.t.       |
| 3 | Argentina | Edgardo Simon      | Real Cycling Team           | + 2"       |
| 4 | Brasil    | Flávio Cardoso     | Funvic - Pindamonhangaba    | m.t.       |
| 5 | Brasil    | Fábio José Ribeiro | Suzano - DSW Automotive     | m.t.       |

|   | País      | Ciclista            | Equipe                               | Tempo       |
| - | --------- | ------------------- | ------------------------------------ | ----------- |
| 1 | Brasil    | Magno Prado Nazaret | Funvic - Pindamonhangaba             | 19h 14' 31" |
| 2 | Brasil    | Flávio Cardoso      | Funvic - Pindamonhangaba             | + 26"       |
| 3 | Argentina | Edgardo Simon       | Real Cycling Team                    | + 1' 24"    |
| 4 | Brasil    | Thiago Nardin       | São Francisco Saúde - Ribeirão Preto | + 1' 43"    |
| 5 | Brasil    | José Eriberto       | Real Cycling Team                    | + 1' 46"    |

### Etapa 7:Pindamonhangaba-Campos do Jordão
Etapa de montanha realizada sábado, 20 de Outubro de 2012. A "etapa rainha" da Volta - nome dado à etapa de uma corrida por etapas que é considerada a mais difícil, normalmente em termos de montanhas - percorreu 68 kms entre Pindamonhangaba e Campos do Jordão, incluindo no trajeto uma meta volante e duas montanhas: uma de categoria 2, e a outra, a única montanha de categoria 1 de toda a corrida, uma subida de 21 km em média de 3,6% (ganho de altitude de 770 metros), culminando na linha de chegada em Campos do Jordão.
A única meta volante do dia vinha 11 kms após a largada, e o pelotão chegou compacto a esta, onde o cubano Michel Fernández García foi o primeiro. Logo foi a vez dos montanhistas entrarem em ação. Nas duas subidas do dia, a equipe de Pindamonhangaba fez o que vinha fazendo em todas as etapas desde que assumiu a liderança da prova, controlando o pelotão dos favoritos. Com 28 kms de prova, o grupo encontrou a primeira meta de montanha, vencida por Renato Seabra. Já nesta montanha, o pelotão foi quebrado a pedaços, especialmente perto da meta, com somente 11 ciclistas cruzando o topo a menos de 10 segundos de Seabra. Vários ciclistas retornaram ao grupo dos líderes nos quilômetros planos que seguiram-se à primeira montanha, mas o grupo voltou a ter números reduzidos com a segunda e principal montanha do dia e, com 3 quilômetros para a chegada, este se viu reduzido a 11 ciclistas. No fim, a etapa foi decidida no sprint por um grupo de 8 ciclistas, entre os quais Alex Diniz foi o mais rápido e venceu a etapa. Foi uma chegada extremamente disputada, com o líder da prova Magno Nazaret chegando em 2º lugar, 20 milésimos depois de Diniz.
Com o resultado, Magno Nazaret praticamente confirmou a vitória geral na Volta, sem nenhuma outra etapa onde esperava-se haver mudanças na classificação geral. Seu companheiro de equipe Flávio Cardoso permaneceu em 2º lugar, mesma posição em que terminou em 2011. Edgardo Simon, que antes da etapa era o 3º colocado na classificação geral, chegou em 12º na etapa, 1 minuto e 13 segundos atrás de Diniz, e desceu para a 9ª colocação na classificação geral. Antoelson Dornelles, que terminou em 4º na etapa, subiu para a 3ª colocação na classificação geral, posição que já havia ocupado entre as etapas 2 e 5. O bicampeão do evento, Gregory Panizo, chegou em 6º na etapa e subiu da 8ª à 5ª colocação na classificação geral. Já o campeão de 2011, José Eriberto, chegou em 13º, a mais de 2 minutos de Alex Diniz e caiu da 5ª para a 11ª posição na geral. Não houve mudanças significativas na classificação de pontos, cuja liderança continuou com Marcos Crespo. A classificação de montanha também não viu grandes mudanças no topo, e com isso o líder Cristian Egídio garantiu a vitória antecipada na competição - sua vantagem para o 2º lugar era de 7 pontos, e a última etapa da Volta oferecia somente 5 pontos máximos de montanha. A liderança da classificação de equipes continuou com a equipe de Pindamonhangaba, que quase dobrou sua vantagem em relação à 2ª colocada, a Real Cycling Team.
|   | País   | Ciclista            | Equipe                               | Tempo      |
| - | ------ | ------------------- | ------------------------------------ | ---------- |
| 1 | Brasil | Alex Diniz          | Real Cycling Team                    | 1h 55' 28" |
| 2 | Brasil | Magno Prado Nazaret | Funvic - Pindamonhangaba             | m.t.       |
| 3 | Brasil | Flávio Cardoso      | Funvic - Pindamonhangaba             | m.t.       |
| 4 | Brasil | Antoelson Dornelles | São Francisco Saúde - Ribeirão Preto | + 2"       |
| 5 | Brasil | Renato Seabra       | Clube DataRo de Ciclismo             | + 5"       |

|   | País   | Ciclista            | Equipe                               | Tempo       |
| - | ------ | ------------------- | ------------------------------------ | ----------- |
| 1 | Brasil | Magno Prado Nazaret | Funvic - Pindamonhangaba             | 21h 09' 53" |
| 2 | Brasil | Flávio Cardoso      | Funvic - Pindamonhangaba             | + 28"       |
| 3 | Brasil | Antoelson Dornelles | São Francisco Saúde - Ribeirão Preto | + 2' 01"    |
| 4 | Brasil | Renato Seabra       | Clube DataRo de Ciclismo             | + 2' 04"    |
| 5 | Brasil | Gregory Panizo      | Funvic - Pindamonhangaba             | + 2' 10"    |

### Etapa 8:Jundiaí-São Paulo
A etapa final da Volta foi realizada domingo, 21 de Outubro de 2012, e percorreu 55 km até a cidade de São Paulo. No trajeto, uma meta volante e um prêmio de montanha de categoria 3. O pelotão chegou compacto à meta volante, no km 13, vencida por Michel Fernández García. O líder da competição de pontos Marcos Crespo foi o 2º, e, como seus adversários na classificação não pontuaram, ele assegurou a vitória da competição antes do fim da etapa. O pelotão continuou compacto quando chegou no prêmio de montanha, no km 26, vencido por Geraldo da Silva Souza. A classificação já estava decidida desde a etapa anterior, então o prêmio pouco alterou o resultado final da classificação.
Com ambas as metas da etapa ultrapassadas, os ciclistas começaram a se concentrar no final da etapa que, como esperado, veio para o sprint final. A equipe Real Cycling Team preparou seu velocista principal, Francisco Chamorro, para a chegada, com Edgardo Simon trazendo Chamorro para a primeira posição do pelotão nos últimos 500 metros. Chamorro disparou nos últimos 200 metros e garantiu sua 2ª vitória de etapa na Volta, e a 4ª da equipe de Sorocaba. Magno Prado Nazaret completou a etapa seguro no pelotão e oficialmente confirmou a vitória na classificação geral.
| Resultado Etapa 8 \| \| País \| Ciclista \| Equipe \| Tempo \| \| - \| ---- \| ----------------------- \| ------------------------------------ \| ---------- \| \| 1 \| \| Francisco Chamorro \| Real Cycling Team \| 1h 05' 44" \| \| 2 \| \| Michel Fernández García \| São Francisco Saúde - Ribeirão Preto \| m.t. \| \| 3 \| \| Roberto Pinheiro \| Funvic - Pindamonhangaba \| m.t. \| \| 4 \| \| Rodrigo Araújo de Melo \| Clube DataRo de Ciclismo \| m.t. \| \| 5 \| \| Marcos Crespo \| São José dos Campos - Kuota \| m.t. \| |           |                         |                                      |            |
| | País      | Ciclista                | Equipe                               | Tempo      |
| 1 | Argentina | Francisco Chamorro      | Real Cycling Team                    | 1h 05' 44" |
| 2 | Cuba      | Michel Fernández García | São Francisco Saúde - Ribeirão Preto | m.t.       |
| 3 | Brasil    | Roberto Pinheiro        | Funvic - Pindamonhangaba             | m.t.       |
| 4 | Brasil    | Rodrigo Araújo de Melo  | Clube DataRo de Ciclismo             | m.t.       |
| 5 | Argentina | Marcos Crespo           | São José dos Campos - Kuota          | m.t.       |

## Resultados Finais
| Classificação Geral após Etapa 8 (Resultado final) \| \| País \| Ciclista \| Equipe \| Tempo \| \| -- \| ---- \| ------------------- \| ------------------------------------ \| ----------- \| \| 1 \| \| Magno Prado Nazaret \| Funvic - Pindamonhangaba \| 22h 15' 37" \| \| 2 \| \| Flávio Cardoso \| Funvic - Pindamonhangaba \| + 28" \| \| 3 \| \| Antoelson Dornelles \| São Francisco Saúde - Ribeirão Preto \| + 2' 01" \| \| 4 \| \| Renato Seabra \| Clube DataRo de Ciclismo \| + 2' 04" \| \| 5 \| \| Gregory Panizo \| Funvic - Pindamonhangaba \| + 2' 10" \| \| 6 \| \| Leandro Messineo \| San Luis Somos Todos \| + 2' 10" \| \| 7 \| \| Thiago Nardin \| São Francisco Saúde - Ribeirão Preto \| + 2' 17" \| \| 8 \| \| Alex Diniz \| Real Cycling Team \| + 2' 35" \| \| 9 \| \| Edgardo Simon \| Real Cycling Team \| + 2' 43" \| \| 10 \| \| Diego Ares \| São José dos Campos - Kuota \| + 3' 01" \| |           |                     |                                      |             |
| | País      | Ciclista            | Equipe                               | Tempo       |
| 1 | Brasil    | Magno Prado Nazaret | Funvic - Pindamonhangaba             | 22h 15' 37" |
| 2 | Brasil    | Flávio Cardoso      | Funvic - Pindamonhangaba             | + 28"       |
| 3 | Brasil    | Antoelson Dornelles | São Francisco Saúde - Ribeirão Preto | + 2' 01"    |
| 4 | Brasil    | Renato Seabra       | Clube DataRo de Ciclismo             | + 2' 04"    |
| 5 | Brasil    | Gregory Panizo      | Funvic - Pindamonhangaba             | + 2' 10"    |
| 6 | Argentina | Leandro Messineo    | San Luis Somos Todos                 | + 2' 10"    |
| 7 | Brasil    | Thiago Nardin       | São Francisco Saúde - Ribeirão Preto | + 2' 17"    |
| 8 | Brasil    | Alex Diniz          | Real Cycling Team                    | + 2' 35"    |
| 9 | Argentina | Edgardo Simon       | Real Cycling Team                    | + 2' 43"    |
| 10 | Brasil    | Diego Ares          | São José dos Campos - Kuota          | + 3' 01"    |

|   | País      | Ciclista                | Equipe                               | Pontos |
| - | --------- | ----------------------- | ------------------------------------ | ------ |
| 1 | Argentina | Marcos Crespo           | São José dos Campos - Kuota          | 39 pts |
| 2 | Cuba      | Michel Fernández García | São Francisco Saúde - Ribeirão Preto | 32 pts |
| 3 | Argentina | Francisco Chamorro      | Real Cycling Team                    | 27 pts |

|   | País   | Ciclista               | Equipe                               | Pontos |
| - | ------ | ---------------------- | ------------------------------------ | ------ |
| 1 | Brasil | Cristian Egídio        | São Francisco Saúde - Ribeirão Preto | 21 pts |
| 2 | Brasil | Geraldo da Silva Souza | São Lucas Saúde - Americana          | 19 pts |
| 3 | Brasil | Ricardo Queiroz Ortiz  | São Francisco Saúde - Ribeirão Preto | 15 pts |

| Classificação de Equipes após Etapa 8 (Resultado final) \| \| País \| Equipe \| Tempo \| \| - \| ---- \| ------------------------------------ \| ----------- \| \| 1 \| \| Funvic - Pindamonhangaba \| 66h 49' 08" \| \| 2 \| \| Real Cycling Team \| + 5' 26" \| \| 3 \| \| São Francisco Saúde - Ribeirão Preto \| + 7' 28" \| |        |                                      |             |
| | País   | Equipe                               | Tempo       |
| 1 | Brasil | Funvic - Pindamonhangaba             | 66h 49' 08" |
| 2 | Brasil | Real Cycling Team                    | + 5' 26"    |
| 3 | Brasil | São Francisco Saúde - Ribeirão Preto | + 7' 28"    |

## Evolução dos Líderes
| Etapa | Vencedor            | Classificação Geral | Classificação de Pontos | Classificação de Montanha | Classificação por Equipes            |
| ----- | ------------------- | ------------------- | ----------------------- | ------------------------- | ------------------------------------ |
| 1     | Francisco Chamorro  | Francisco Chamorro  | Francisco Chamorro      | Cristian Garcia           | São Francisco Saúde - Ribeirão Preto |
| 2     | Halysson Ferreira   | Halysson Ferreira   | Francisco Chamorro      | Geraldo da Silva Souza    | Clube DataRo de Ciclismo             |
| 3     | Magno Prado Nazaret | Magno Prado Nazaret | Francisco Chamorro      | Geraldo da Silva Souza    | Funvic - Pindamonhangaba             |
| 4     | Edgardo Simon       | Magno Prado Nazaret | Edgardo Simon           | Geraldo da Silva Souza    | Funvic - Pindamonhangaba             |
| 5     | Cristian Egídio     | Magno Prado Nazaret | Cristian Egídio         | Cristian Egídio           | Funvic - Pindamonhangaba             |
| 6     | Marcos Crespo       | Magno Prado Nazaret | Marcos Crespo           | Cristian Egídio           | Funvic - Pindamonhangaba             |
| 7     | Alex Diniz          | Magno Prado Nazaret | Marcos Crespo           | Cristian Egídio           | Funvic - Pindamonhangaba             |
| 8     | Francisco Chamorro  | Magno Prado Nazaret | Marcos Crespo           | Cristian Egídio           | Funvic - Pindamonhangaba             |
| Final | Final               | Magno Prado Nazaret | Marcos Crespo           | Cristian Egídio           | Funvic - Pindamonhangaba             |